# Біла Гора (Сіверськодонецький район)
Бі́ла Го́ра — село в Україні, у Лисичанській міській громаді Сіверськодонецького району Луганської області. Населення становить 290 осіб.

## Населення

### Мова
Розподіл населення за рідною мовою за даними перепису 2001 року:
| Мова            | Кількість | Відсоток |
| --------------- | --------- | -------- |
| українська      | 240       | 82.76%   |
| російська       | 42        | 14.48%   |
| білоруська      | 1         | 0.34%    |
| болгарська      | 1         | 0.34%    |
| інші/не вказали | 6         | 2.08%    |
| Усього          | 290       | 100%     |

За даними перепису 2001 року населення села становило 290 осіб, з них 82,76 % зазначили рідною українську мову, 14,48 % — російську, а 2,76 % — іншу.

## Відомі люди
- Циганок Аврам Яковлів — ройовий 2-го Кінно-Запорізького полку Окремої кінної дивізії Армії УНР.
- Черненко Панько Якович (Катеринославська губ., Слов'яно-Сербський пов., с. Біла Гора — 20.10.1920, м. Єлтушків) — козак 2-го Кінного полку Армії УНР.

## Історія
Під час існування Слов'яносербія (1753-1764) в селищі розташовувалась 8 рота Депрерадовича.

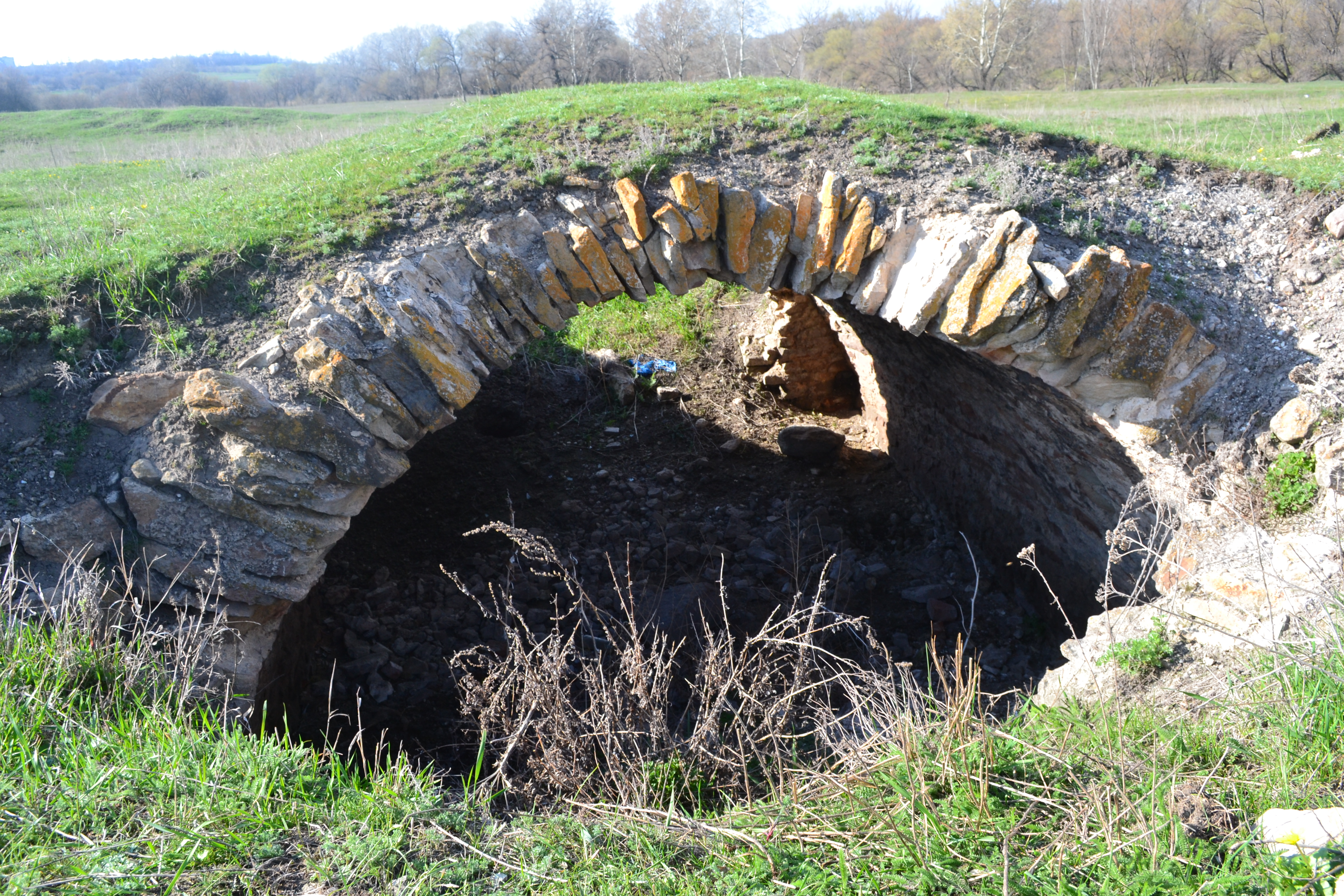
залишки